# Frederikssundsvejens Skole
Frederiksundsvejens Skole var en skole på Frederikssundsvej nr. 77-79 i Nordvestkvarteret i København. Skolen lukkede i juni 2008. På et tidspunkt derefter kom det på tale at bevægelsen bag Ungdomshuset skulle have lov til at oprette et nyt ungdomshus her. Bl.a. grundet naboprotester blev det ikke iværksat.
Frederikssundvejens Skole er oprindelig startet i 1884, men lå dengang på hjørnet af Frederikssundsvej og Lærkevej. Den nuværende ældre skolebygning er opført efter tegninger af stadsarkitekt Ludvig Fenger og blev taget i brug 22. august 1904. Den nyere bygning og tilbygningerne er fra 1933-1935 og tegnet af Axel Ekberg, der døde i 1935. Bygningen blev fuldført af arkitekt Johannes Carlsen fra Stadsarkitektens Direktorat.